# Davide Viganò
Davide Viganò (* 12. Juni 1984 in Carate Brianza) ist ein ehemaliger italienischer Radrennfahrer.

## Karriere
Davide Viganò begann seine internationale Karriere 2005 beim italienischen Continental Team Androni Giocattoli-3C Casalinghi und wechselte noch während der Saison zum belgischen UCI ProTeam Quick Step-Innergetic, für das er bis 2008 fuhr. Für Quick Step und andere ProTeams nahm er an allen drei Grand Tours teil. Sein bestes Ergebnis bei einer großen Rundfahrt erzielte er bei der Vuelta a España 2008, die er als 93. der Gesamtwertung beendete. Sein größter Erfolg auf der Straße gelang ihm auf der zweiten Etappe der Portugal-Rundfahrt 2014, als er für das Professional Continental Team Caja Rural-Seguros RGA im Massensprint gewann. 2015 gewann er die Slowakei-Rundfahrt und im Jahr darauf eine Etappe sowie die Punktewertung der Sibiu Cycling Tour.
Auf der Bahn wurde Viganò 2012 Europameister im Dernyrennen.
2016 beendete Davide Viganò seine Radsportlaufbahn, fuhr aber noch Rennen auf der Bahn sowie Fixie-Rennen.

## Erfolge
2007
- Mannschaftszeitfahren Katar-Rundfahrt

2011
- Mannschaftszeitfahren Vuelta a España

2012
- Europameisterschaft – Derny

2014
- eine Etappe Volta a Portugal

2015
- Gesamtwertung und eine Etappe Slowakei-Rundfahrt

2016
- eine Etappe und Punktewertung Sibiu Cycling Tour

## Grand-Tour-Platzierungen
| Grand Tour            | 2006 | 2007 | 2008 | 2009 | 2010 | 2011 | 2012 |
| --------------------- | ---- | ---- | ---- | ---- | ---- | ---- | ---- |
| Giro d’ItaliaGiro     | –    | –    | –    | 156  | –    | –    | –    |
| Tour de FranceTour    | –    | –    | –    | –    | –    | –    | DNF  |
| Vuelta a EspañaVuelta | 117  | 130  | 93   | DNF  | –    | 142  | 141  |

## Teams
- 2005 Androni Giocattoli-3C Casalinghi / Quick Step-Innergetic (ab 1. August)
- 2006 Quick Step-Innergetic
- 2007 Quick Step-Innergetic
- 2008 Quick Step
- 2009 Fuji-Servetto
- 2010 Sky Professional Cycling Team
- 2011 Leopard Trek
- 2012 Lampre-ISD
- 2013 Lampre-Merida
- 2014 Caja Rural-Seguros RGA
- 2015 Team Idea
- 2016 Androni Giocattoli-Sidermec